# Meike Freitag
Meike Freitag, née le 21 novembre 1978 à Francfort, est une nageuse allemande spécialiste de la nage libre.

## Carrière
Participante à trois éditions des Jeux olympiques (1996, 2000 et 2008), elle est triple médaillée en relais, à chaque fois via sa participation aux séries.

## Palmarès

### Jeux olympiques
- Jeux olympiques de 1996 à Atlanta (États-Unis) :
  -  Médaille de bronze au titre du relais 4 × 200 m nage libre
  -  Médaille de bronze au titre du relais 4 × 100 m nage libre

- Jeux olympiques de 2000 à Sydney (États-Unis) :
  -  Médaille de bronze au titre du relais 4 × 200 m nage libre

### Championnats du monde

#### En grand bassin
- Championnats du monde 2001 à Fukuoka (Japon) :
  -  Médaille d'or au titre du relais 4 × 100 m nage libre[1]
  -  Médaille d'argent au titre du relais 4 × 200 m nage libre

- Championnats du monde 2005 à Montréal (Canada) :
  -  Médaille d'argent au titre du relais 4 × 100 m nage libre[1]

- Championnats du monde 2007 à Melbourne (Australie) :
  -  Médaille d'argent au titre du relais 4 × 200 m nage libre